# Dracula (roman)
Dracula este titlul unui roman scris în anul 1897 de autorul irlandez Bram Stoker. Personajul principal al romanului este contele Dracula (Graf Dracula), devenit unul dintre cei mai renumiți vampiri din literatură. Bram Stoker l-a folosit pe Vlad Țepeș ca sursă de inspirație pentru romanul Dracula. Tot Bram Stoker a avut ideea să asocieze legenda domnitorului muntean cu liliacul hematofag (Desmodus rotundus) numit și „Vampir”. Romanul a fost de mai multe ori transpus pe ecran, iar rolul contelui jucat de actori ca: Max Schreck, Christopher Lee, Bela Lugosi, Klaus Kinski și Gary Oldman.

## Acțiune
Acțiunea romanului se petrece la sfârșitul secolului XIX în Transilvania care pe atunci făcea parte din Austro-Ungaria, azi regiunea aparține de România. Avocatul englez Jonathan Harker călătorește spre castelul lui Dracula pentru a-l ajuta pe acesta să cumpere o proprietate la Londra. Niciun localnic nu are curaj să se apropie de castelul contelui. O femeie îi dă un crucifix lui Harker, pentru a-l apăra de rele. Avocatul va fi adus de birjarul contelui. În primele zile ale vizitei nu se întâmplă nimic deosebit în castel, Harker fiind rugat să nu intre în câteva încăperi. Ciudat însă i se pare englezului faptul că fața contelui nu apare deloc în oglindă și lăcomia acestuia când vede sângele avocatului care s-a rănit la bărbierit.  Harker remarcă în acest moment dinții lungi, ascuțiți, buzele roșii ale contelui, ca și atenționarea de a nu dormi decât în camera care este rezervată lui. Uitând de sfatul contelui adoarme într-o odaie străină și va fi trezit de trei femei frumoase cu buze roșii și dinți ascuțiți, care sunt împiedicate de conte să-l muște. Contele dă de înțeles femeilor, gonindu-le, că englezul îi aparține lui. Avocatul remarcă cu groază primejdia care-l paște. În cele din urmă englezul reușește să scape cu viață fugind din castel.

## Prezentare
Între 1879 și 1898, Stoker a fost directorul comercial al Lyceum Theatre din Londra, unde își suplimenta veniturile scriind novele senzaționale, cea mai cunoscută fiind povestea vampirului Dracula, publicată pe data de 26 mai 1897. O parte din acțiune se desfășoară în orașul Whitby, unde obișnuia să își petreacă vacanța de vară. Între anii 80 și 90 ai secolului XIX, autori precum H. Rider Haggard, Rudyard Kipling, Robert Luis Stevenson, Arthur Conan Doyle, și H. G. Wells au scris multe povești în care creaturi fantastice amenințau Imperiul Britanic. Literatura de invazie își atinsese vârful, iar în anul 1897, formula lui Stoker de invazie a Angliei prin influențe din Europa continentală era familiară cititorilor de romane fantastice de aventură. Cititorii erei Victoriene au savurat-o ca o aventură, dar și-a atins statutul legendar doar în secolul XX, când au apărut ecranizările. 
Înainte de a scrie Dracula, Stoker a petrecut șapte ani cercetând folclorul european și poveștile despre vampiri, fiind cel mai mult influențat de lucrarea "Transylvanian Superstitions" (Superstiții Transilvănene) a lui Emily Gerard din 1885. 
Deși este cel mai cunoscut roman despre vampiri, Dracula nu a fost primul. A fost precedat și inspirat de romanul "Camilla" scris de Sheridan Le Fanu în 1871, despre o femeie vampir și lesbiană, care prăda femei tinere și singure, și de romanul lung și senzațional numit "Varney the Vampire" (Vampirul Varney) a lui James Malcolm Rymer. Imaginea unui aristocrat înfățișând un vampir, precum Dracula, a fost creată de John Polidori în "The Vampyre" (Vampirul) din 1819, în vara anului, petrecută alături de Mary Shelley, scriitoarea lui "Frankenstein", soțul acesteia, poetul Percy Bysshe Shelley și Lordul Byron. Lyceum Theatre, unde a lucrat Stoker între anii 1878 și 1898, era condus de managerul și actorul Henry Irving, sursa de inspirație a manierelor personajului Dracula, și care spera Stoker că îl va interpreta pe scenă. Deși Irving nu a fost niciodată de acord să îl joace pe scenă, gesturile dramatice și maniera de gentleman a lui Dracula își au originea de la Irving.
Titlul original al romanului Dracula a fost "The Dead Un-Dead" (Mortul Nemort), iar până cu câteva săptămâni înaintea publicării, manuscrisul s-a numit "The Un-Dead" (Nemortul). Notițele lui Stoker arată că numele inițial al personajului era "Count Wampyr" (Contele Wampyr), dar în urma unor cercetări a fost intrigat de numele Dracula, după ce a citit cartea lui William Wilkinson numită Account of the Principalities of Wallachia and Moldavia with Political Observations Related to Them (London 1820)" (Prezentarea Principatelor Țării Românești și Moldovei, și Observațiile Politice Legate de Acestea), găsită în biblioteca din Whitby în anii 1890. Numele de Dracula a fost patronimul (Draculea) descendenților lui Vlad II, Domnitorul Țării Românești, numit Dracul după ce a fost investit în Ordinul Dragonilor în 1431. 
Romanul a făcut parte din domeniul public în Statele Unite încă de la publicare datorită unor vicii de procedură a dreptului de autor a lui Stoker. În Regatul Unit al Marii Britanii și alte țări europene care respectau Convenția de la Berna asupra dreptului de autor, romanul a fost sub drept de autor până în aprilie 1962, 50 de ani de la moartea lui Stoker. Odată cu apariția adaptării neautorizate a filmului Nosferatu de F. W. Murnau, popularitatea romanului a crescut considerabil, datorită căreia văduva lui Stoker a încercat retragerea filmului din circulația publică.

## Reacții
Când a fost publicat pentru prima dată, în 1897, Dracula nu a fost un bestseller, deși criticii erau generoși în laude. Ziarul contemporan Daily Mail a clasificat puterile lui Stoker deasupra lui Mary Shelley, Edgar Allan Poe și Emily Bronte.
Potrivit istoricilor literari Nina Auerbach și David Skal, romanul a fost mai important pentru cititorii moderni decât pentru cei contemporani epocii victoriene, cei mai mulți dintre ei citind-o ca pe o aventură; a dobândit statutul legendar în secolul al XX-lea, odată cu apariția versiunilor ecranizate. Totuși, unii victorieni l-au descris ca fiind "senzația sezonului" și "cea mai înfiorătoare novelă a secolului paralizat". Autorul lui Sherlock Holmes, Sir Arthur Conan Doyle i-a scris în scrisoarea adresată lui Stoker: "Îți scriu ca să îți spun cât de mult mi-a plăcut să citesc Dracula. Cred că este cel mai bun roman cu vampiri pe care l-am citit în ultimii ani". Cronica din Daily Mail din data de 1 iunie 1897 a numit romanul un clasic de groază, "În căutarea unei asemănări cu această poveste ciudată, de groază și puternică, mintea noastră se întoarce către povești precum "The Mysteries of Udolpho",(Misterele lui Udolpho), "Frankenstein, "The Fall of the House of Usher" (Prăbușirea Casei Usher)... dar Dracula este mai sumbru decât oricare din acestea."
Critici asemănătoare au apărut și în Statele Unite, odată cu publicarea cărții în 1899. Prima ediție americană a fost publicată de Doubleday și McClure în New York.
Mitul lui Dracula a continuat să fascineze, iar la doi ani de la moartea sa, Florence Stoker cea care i-a fost soție, a publicat o colecție de povești intitulată Dracula's Guest and Other Weird Stories.

## Referințe istorice și geografice

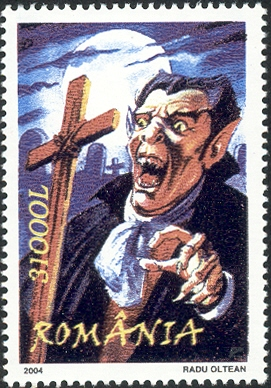
Marcă poștală din 2004 cu Dracula

## Ecranizări

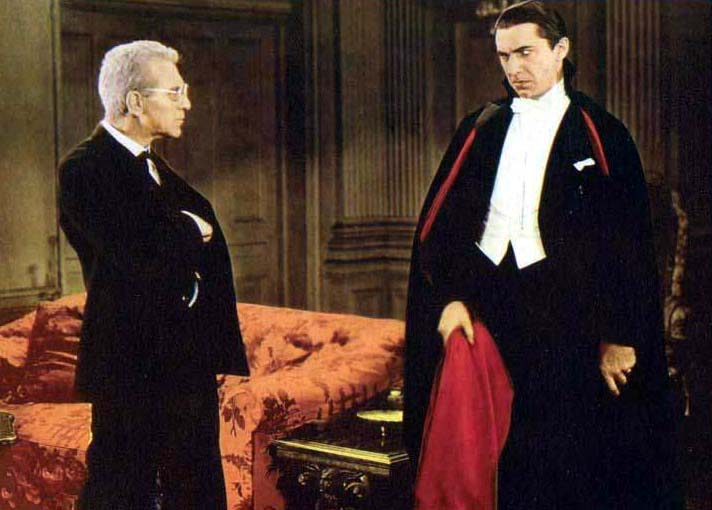
Edward Van Sloan ca profesorul Abraham Van Helsing (în stânga) și Bela Lugosi ca Dracula în filmul Dracula din 1931